# Binnenlandse Oorlog

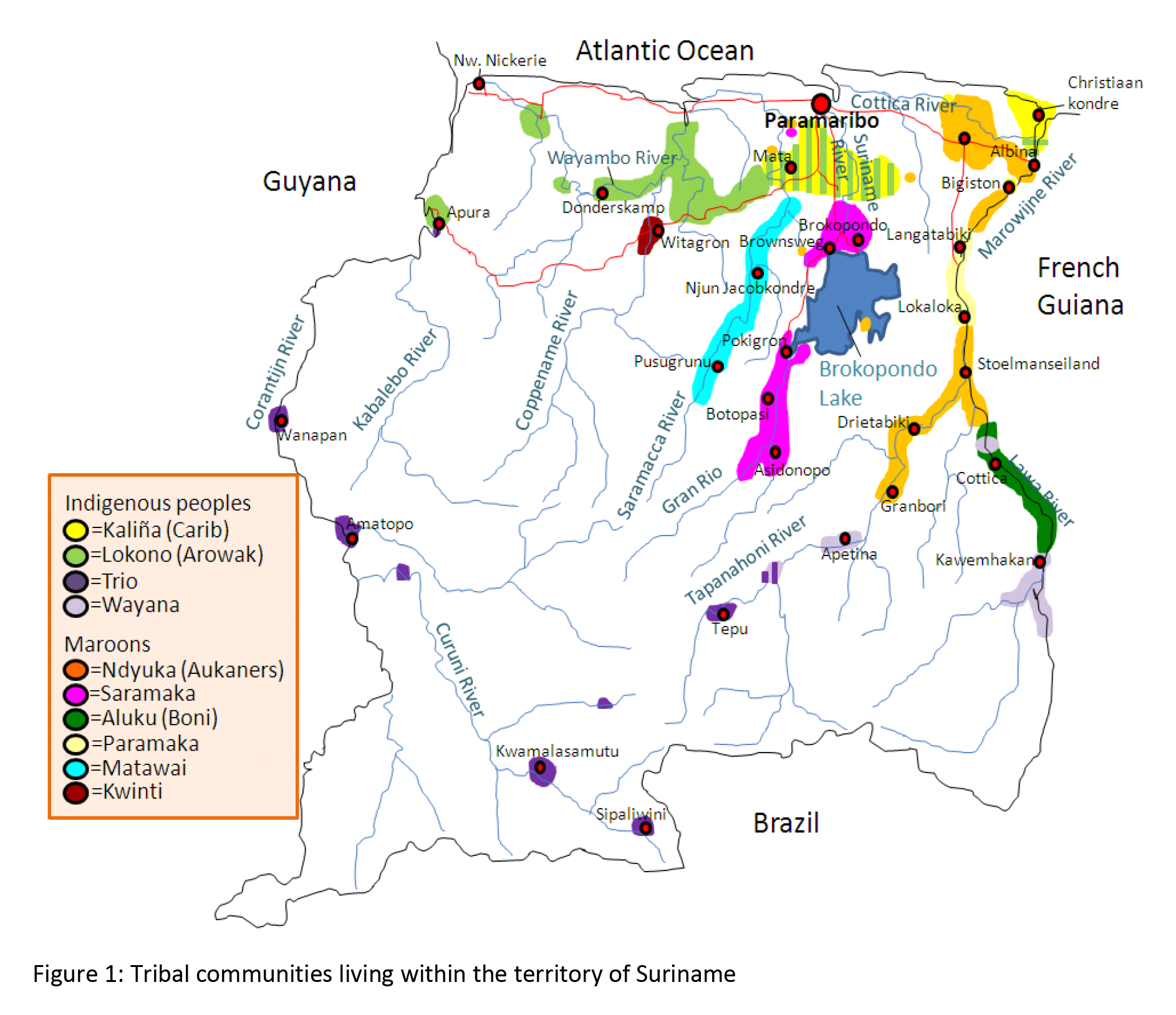
Spreiding van de inheemsen en marrons

De Binnenlandse Oorlog was een burgeroorlog in Suriname, die tussen 1986 en 1992 werd uitgevochten.
Ronnie Brunswijk deserteerde uit het leger en begon in april 1986 een guerrillaoorlog tegen het Surinaamse leger. Eind juli 1986 kreeg hij steun van de Bevrijdingsraad en verklaarde hij legerleider Desi Bouterse de oorlog. De periode met de meeste gevechten was van 1986 tot en met 1989. In maart 1991 werd de vrede van Kourou getekend. In mei 1992 tekenden Brunswijk en Bouterse voor de vrede, die op 8 augustus door president Ronald Venetiaan werd bekrachtigd.

## Achtergrond en verloop
In de nacht van 21 op 22 juli 1986 overviel het Junglecommando de militaire post bij de brug van Stolkertsijver. Deze overval wordt gezien als het startpunt van de Binnenlandse Oorlog.
De oorlog werd gevoerd tussen de toenmalige legerleider Desi Bouterse en zijn voormalige lijfwacht Ronnie Brunswijk, die van oorsprong een Marron is. Tijdens de oorlog nam het Surinaamse Nationaal Leger van Bouterse het op tegen het uit enkele honderden strijders bestaande guerrillaleger van Brunswijk, het Junglecommando genoemd. De oorlog draaide om de macht over Oost-Suriname en de controle over de drugstransporten in Suriname. Wanneer de mannen van Brunswijk het Surinaamse leger ergens schade toebrachten, werd hiervoor vaak wraak genomen op de burgerbevolking in het gebied. Andersom nam Brunswijk soms wraak op dorpen die Bouterse steunden. De oorlog had zware gevolgen voor de Marrons (met name vooral de Aukaners, maar ook Aluku en Paramaccaners) en het Surinaamse binnenland: dorpen werden platgegooid, en wegen (waaronder een groot deel van de oostelijke Oost-Westverbinding), waterleidingen, elektriciteitsverbindingen, scholen, overheidsgebouwen, poliklinieken en bedrijven werden vernield. (zie ook de terreurcampagne in het Cotticagebied; oktober-december 1986)
De periode met de meeste gevechten was van 1986 tot en met 1989. In maart 1991 werd de vrede getekend in Kourou onder leiding van Romeo van Russel. Daarna werden voorbereidingen getroffen voor het Akkoord voor Nationale Verzoening en Ontwikkeling. De onderhandelingen verliepen moeizaam deels omdat er onvoldoende kennis was om tot concrete afspraken te komen. De regering adviseerde toen de partijen om onafhankelijke deskundigen te betrekken, desnoods uit Nederland. Er is o.a. een beroep gedaan op Reinier Artist en Eddy Dap. In mei 1992 tekenden Brunswijks guerrillaleger en de door Bouterse gesteunde Angulagroep, Mandelagroep, Kofimakagroep en Tucajana Amazones (onder leiding van Thomas Sabajo) de vrede met de Surinaamse regering. De vredesovereenkomst werd op 8 augustus 1992 bekrachtigd door president Venetiaan.

## Oorlogsmisdaden

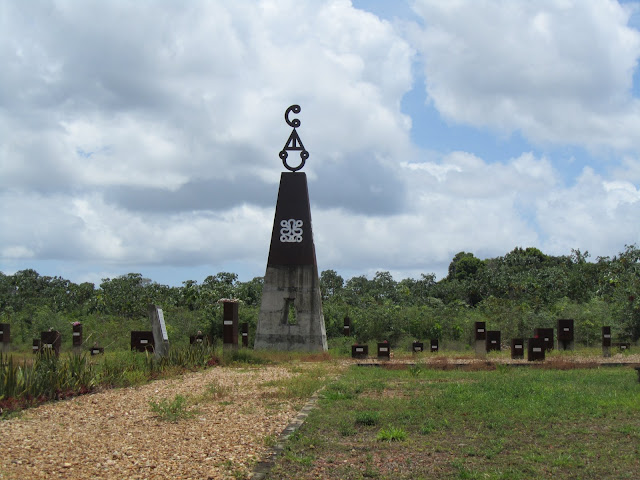
Herdenkingsmonument in Moiwana

Een van de grootste oorlogsmisdaden vond plaats op 29 november 1986 in het dorpje Moiwana. Troepen van Bouterse zochten naar rebellenleider Ronnie Brunswijk in Moiwana en toen hij niet gevonden werd vermoordden zij ten minste 39 onschuldige burgers (met name vrouwen en kinderen). Ook werden huizen (waaronder dat van Brunswijk) in brand gestoken. Voor de erkenning van de misdaad werd jarenlang gevochten door het mensenrechtenbureau Moiwana'86.
Andere misdaden door troepen van Bouterse vonden onder andere plaats in de kustplaats Albina (december 1986), in Pokigron (op 11 september 1987) en Apoera (1990).
In het bijzonder de gebeurtenissen rond Pokigron zijn echter in raadselen gehuld. Naast het incident op 11 september 1987 wordt ook melding gemaakt van het platbranden van het dorp door junglecommando's op 23 april 1989 (De Vries 2005, p. 82) en er is in januari 1988 een zaak aanhangig gemaakt bij de Mensenrechtencommissie van Midden-Amerikaanse Staten over een incident op 31 december 1987 bij Atjoni (nabij Pokigron) waarbij zeven burgers de dood vonden. Deze commissie oordeelde op 15 mei 1990 dat in dit geval inderdaad de mensenrechten waren geschonden, en droeg de Surinaamse regering dringend op een onderzoek te starten en de nabestaanden te compenseren.
Het bloedbad van Moiwana werd onderzocht door politie-inspecteur Herman Gooding, die drie verdachten op het oog had. Hij werd op 5 augustus 1990 tijdens de uitvoering van zijn dienst doodgeschoten. Kort na zijn dood werd het onderzoek stopgezet. De verantwoordelijken voor de oorlogsmisdaden zijn tot op heden ongestraft gebleven.

## Vluchtelingen en doden
De oorlog zorgde voor een grote vluchtgolf van Surinamers. In het binnenland sloegen ten minste 25.000 mensen op de vlucht; een derde tot de helft van de bevolking. Velen van hen kwamen terecht in Frans-Guyana (vooral Paramaccaners en Aukaners) en een deel in de sloppenwijken van Paramaribo (vooral Saramaccaners), in Nederland of de Verenigde Staten. In Frans-Guyana wonen nog steeds veel ex-vluchtelingen, onder andere in het dorp Saint-Laurent-du-Maroni aan de andere zijde van de Marowijne. De economische situatie van de Marrons is sindsdien slecht gebleven.
Over de slachtoffers van de oorlog zijn geen officiële gegevens bekend. Bouterse sprak ooit van 87 gesneuvelde soldaten en ongeveer 60 junglecommando's zouden zijn gedood. Onder de bevolking vielen ongeveer 200 doden.

## Nederlandse interventie
In 2010 werd bekend dat de Nederlandse regering op aandringen van Pretaap Radhakishun en twee andere Surinaamse regeringsleden in oktober 1986 overwoog om Bouterse af te zetten. Dit had moeten gebeuren met behulp van 850 mariniers en 16 helikopters, die onder andere de luchthaven Zanderij moesten bezetten en in Paramaribo zouden worden gedropt. De operatie zou worden gesteund door marineschepen, vliegtuigen en helikopters uit de Verenigde Staten. In 2007 was nog beweerd dat de operatie alleen tot doel had de Nederlanders te evacueren (vergelijkbaar met de Belgische operatie Rode en Zwarte Draak in Congo), maar in 2010 bleek dat de operatie ook als doel had Bouterse te arresteren en vervolgens nog een maand in het gebied te blijven totdat de situatie genormaliseerd zou zijn. Een speciale eenheid had tot doel Bouterse te arresteren met behulp van een lijst van schuiladressen van Bouterse, verzameld door de Amerikaanse geheime dienst. De plannen werden uiteindelijk in januari 1987 afgeblazen omdat de regering vreesde voor hoge aantallen gewonden en doden onder de burgerbevolking.

## Gevolgen voor het natuurbehoud
De Binnenlandse Oorlog was een grote klap voor het natuurbehoud en de bosbouw in Suriname. Vóór de oorlog beheerde LBB met wel duizend man de natuurgebieden van het land. Door de oorlog slonk dit getal tot 140 medewerkers waaronder slechts 58 jachtopzieners die 2,1 miljoen ha te 'bewaken' hadden. Alle boswachtershuizen werden vernietigd. Het gevolg was illegale houtkap in bijvoorbeeld het Natuurreservaat Boven-Coesewijne dat niet eens in de oorlogszone lag. Na de oorlog werd bij de Wet bosbeheer in 1992 wel een Stichting Bosbeheer en Bostoezicht in het leven geroepen die naar behoren functioneerde. Zij houden zich bezig met de uitgifte van concessies voor houtkap. Maar de LBB en zijn boswachters bleven daarbij achter.